# Сасаки
Саса́ки (індонез. Suku Sasak) — народ в Індонезії, живуть на острові Ломбок (провінція Західна Нуса-Тенґара).

## Чисельність і розселення
За даними перепису населення 2010 року в Індонезії проживало 3 173 127 сасаків (1,34 % населення країни), більшість у провінції Західна Нуса-Тенґара — 3 033 631 особа (67,57 % її населення). Вони становлять понад 90 % населення острова Ломбок. Крім того, окремі групи сасаків живуть на сході острова Балі та на заході острова Сумбава. Є серед сасаків і трансмігранти, що переселилися в інші райони Індонезії, зокрема на острови Калімантан, Сулавесі.
Більшість сасаків зосереджена на родючих рівнинах центральних районів острова Ломбок.

## Мова
Сасацька мова належить до балі-сумбаванської групи західної гілки малайсько-полінезійських мов. Вона тісно пов'язана пов'язана з балійською та сумбаванською. Складається з кількох діалектів: педжангі, селапаранг, баян, танджонг, пуджут, сембалун, тебанго, пенгантап. Діалект педжангі виконує роль лінгва франка.
Сасацька мова визнає рівні мови: вишуканий (галус-далем), звичайний (галус-біаса) і грубий (касар, базарна мова).
Збереглися давні сасацькі рукописи (лонтари, сасацька назва: такепан), записані на пальмовому листі. Це тексти релігійного характеру, молитви, заклинання, кодекси звичаєвих норм, історичні хроніки, астрономічні дані, а також казки, сценарії театральних п'єс. Вони записані сасацькою або яванською мовою. Використовують власну писемність джеджаван, що складається з 18 літер і є різновидом писемності, яку використовує санскрит. За формою сасацькі літери відрізняються від яванських. Лише невелика частина сасацьких лонтарів зберігається в музеях, більшістю володіють сасацькі сім'ї. Сасаки навіть почали робити на цьому бізнес і продають рукописи іноземним туристам як сувеніри.
Сучасна писемність на основі латинської абетки.
Говорять також індонезійською.

## Релігія
Абсолютна більшість сасаків — мусульмани-суніти. При цьому вони поділяються на прибічників ортодоксального ісламу (вакту-ліма) та прибічників синкретичної його версії — вету-телу. Іслам вету-телу містить елементи анімізму та індуїзму, його церемонії сильно відрізняються від чистого ісламського вчення й більше акцентовані на повазі до духів предків, але люди вірять в Аллаха, пророка Мухаммеда як посланця Аллаха, а Коран є для них священною книгою. Вони дотримуються тільки чотирьох з п'яти стовпів ісламу, паломництво їм невідоме, а релігійні обов'язки виконують лише священники, яких вони називають кіаї або лебе.

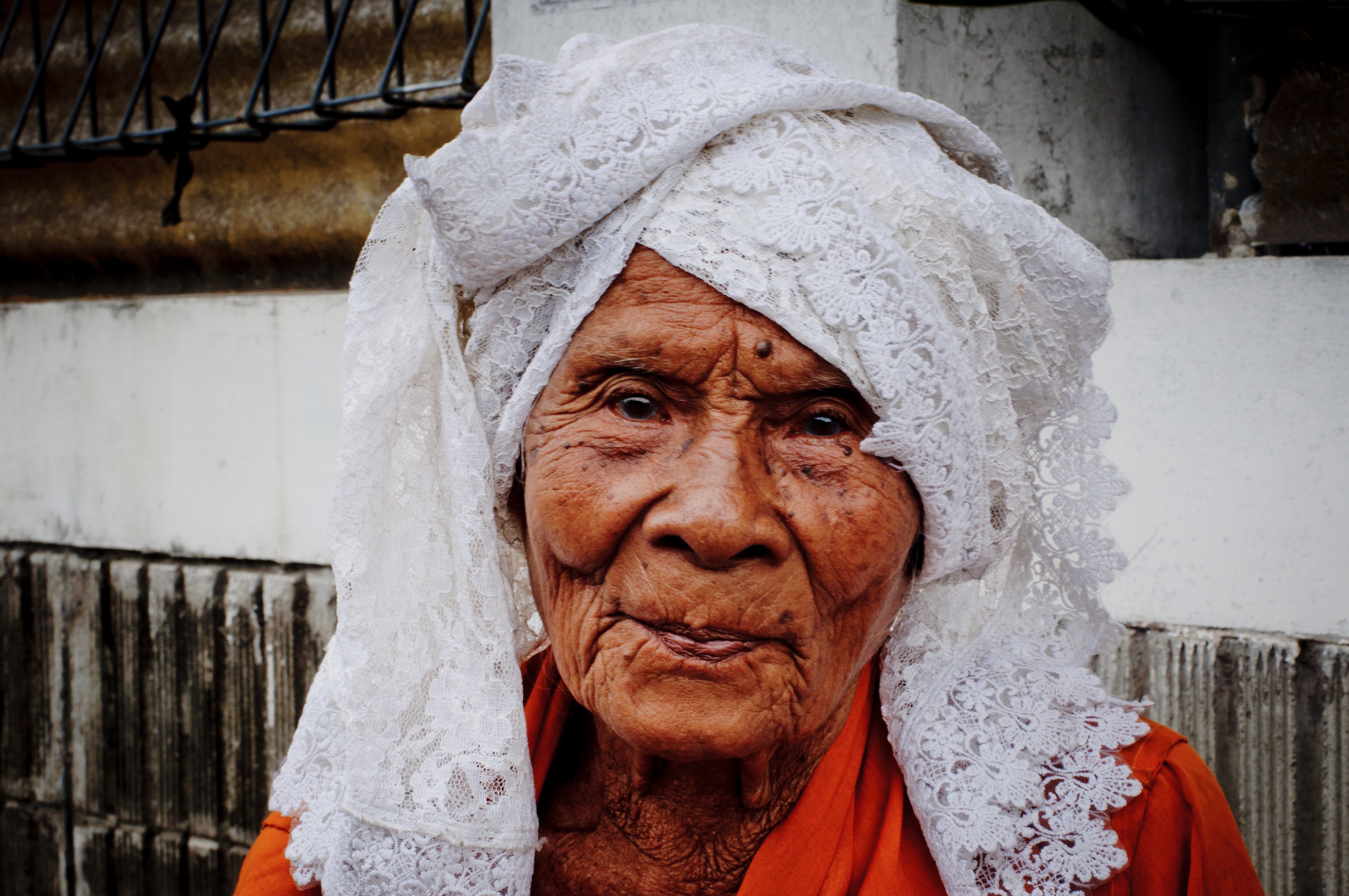
Жінка-мусульманка на острові Ломбок.

В минулому існував чіткий поділ народу на дві конфесійні групи, але тепер відмінності між ними майже зникли, й лише невелика кількість сасаків, переважно літні люди, стверджує, що належить до числа прибічників вету-телу.
Іслам поширився на острові Ломбок у XVI ст. з Яви. Сьогодні сасаки в більшості своїй стверджують, що вони є ортодоксальними мусульманами й дотримуються п'яти стовпів ісламу: сповідують віру в Аллаха та Мухаммеда як його пророка; виконують п'ять щоденних молитов (салят); дотримуються посту в місяць Рамадан (пуаса), здійснюють паломництво до Мекки (хадж), роблять релігійний внесок на благодійність та утримання мечеті (закят). В селах є мечеті, а в багатьох ще й пасантрени, неофіційні релігійні школи й медресе, які пропонують більш формалізовану релігійну освіту. Цими установами часто керують туан-гуру, впливові релігійні діячі, які мають значну політичну владу серед сасаків.
Сасаки в ізольованих внутрішніх районах зберігають традиційні вірування (культ предків, аграрні культи, віра в святі місця, місцевих духів) і проводять відповідні ритуали. Шанування предків здійснюється через спільне застілля на кладовищі, під час якого люди просять у духів предків спасіння тощо. Із землеробством пов'язана масштабна церемонія перангтопат, яка включає низку церемоній, що тривають кілька днів, і є проявом вдячності Богу за благословення, безпеку й процвітання, які він дарує людям. Проводячи церемонії, люди сподіваються, що випаде достатня кількість опадів, рослини будуть родючими, захищеними від шкідників, а худоба перебуватиме в безпеці тощо. Свято супроводжується спільним бенкетом, мистецькими виступами, спортивними змаганнями.

## Історія
Археологічні дослідження на острові Ломбок не були масштабними, їхні дані не дають чіткої відповіді про походження сасаків. Відомо, що в XIV ст. Ломбок перебував під владою яванської імперії Маджапагіт. Яванський вплив відчувається в культурі сасаків. Згодом на острові виникло кілька місцевих індуїстських держав, які ворогували між собою. В XVI ст. ці держави прийняли іслам, який прийшов на Ломбок із васальної Макасару Сумбави. Сасацький іслам на ранньому етапі був синкретичним, він включав елементи культу предків та індуїзму.
Конфлікти між окремими сасацькими князівствами та внутрішні конфлікти були в ті часи звичайним явищем. Відсутність єдності дозволила східнобалійській державі Карангасем завоювати в XVII ст. Ломбок. Балійці стали тут владною кастою, а сасаки — їхніми васалами. Балійські правителі привласнили сасацькі землі, запровадили панщину й користувалися працею сасаків. Також балійці збирали з місцевого населення данину рисом. Під впливом балійської культури та балійського індуїзму відбувалося подальше змішування традицій.
Сасаки здійснили кілька невдалих спроб повстання проти влади балійців. 1894 року голландці, які прагнули зміцнити свої економічні позиції в регіоні, висадились на Ломбоці й оголосили себе визволителями сасаків від балійських поневолювачів. 1895 року голландці придушили антиколоніальний виступ ломбоцьких балійців та їхніх прихильників з числа сасаків. Наслідком цієї події став пупутан — ритуальне самогубство членів балійської владної династії після їхньої поразки. Голландський колоніальний уряд розірвав зв'язки з попередніми правителями та встановив нову адміністративну систему під владою свого резидента на острові Балі. Голландці отримували значні доходи від аграрного сектора острова.
1942 року Ломбок був окупований японцями. Ця подія закінчила добу голландського колоніального панування, але японська влада виявилася гіршою за голландську. Сасаки пережили часи примусової праці, злиднів і гноблення. 1945 року японці пішли з Індонезії, а після проголошення незалежності останньою Ломбок став частиною нової держави. На острові активізували свою діяльність місіонери з мусульманської організації Туан-Гуру, які отримали велику політичну та економічну владу. Їхні зусилля забезпечили домінування в сасацькому суспільстві ортодоксального напрямку в ісламі вакту-ліма.
У 1960-х роках через неврожаї та відносно високу щільність населення острів Ломбок був відомий в Індонезії як «кишеня голоду та бідності». Ситуація суттєво покращилась після реалізації наприкінці 1970-х років планів так званої «зеленої революції».

## Господарство

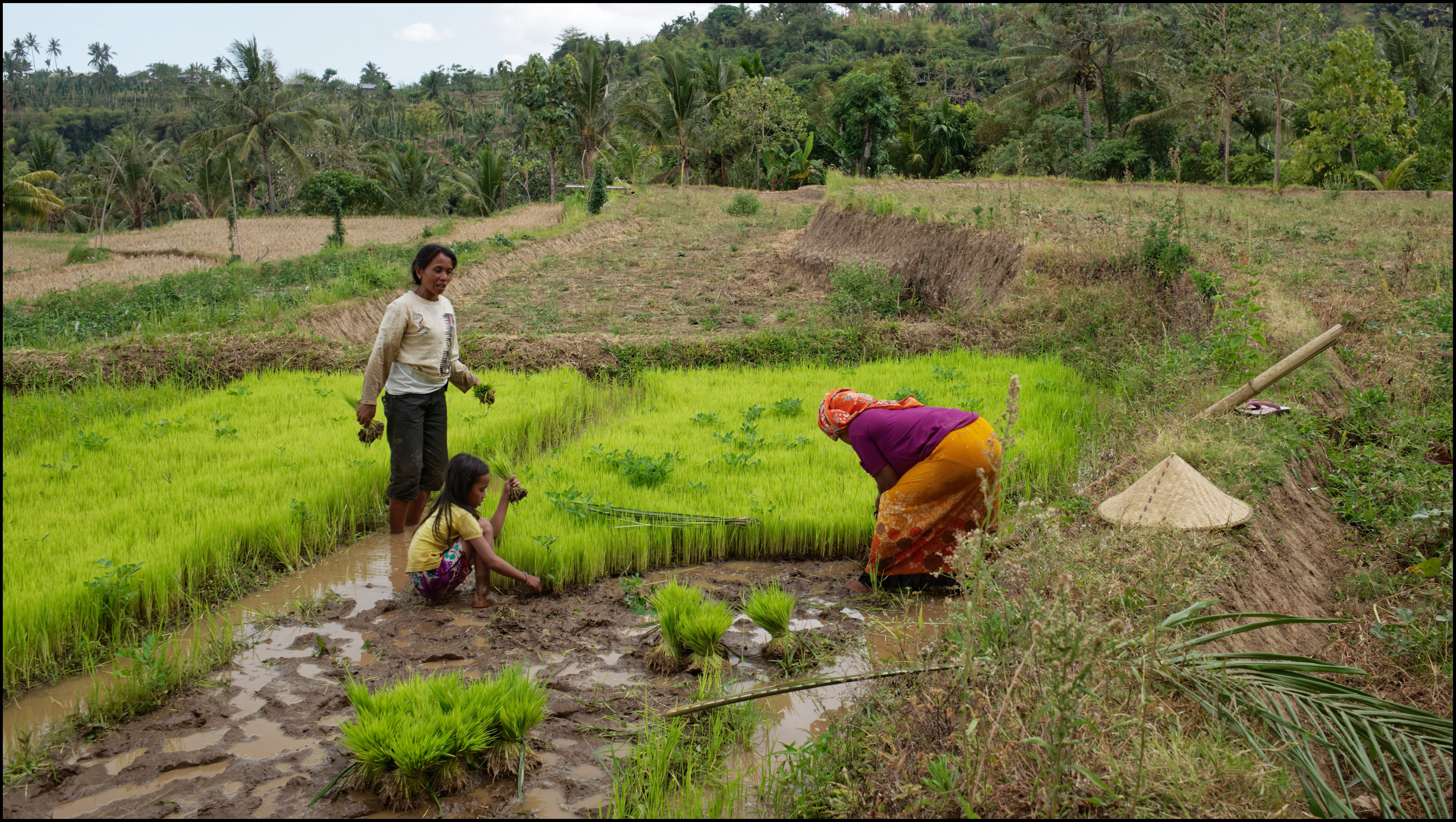

Основне заняття сасаків — землеробство. Більшість населення проживає на селі й займається рисівництвом. Центральну частину острова Ломбок займає родюча низовина, тут домінує виробництво вологого рису на полях зі штучними системами поливу. Існує розгалужена іригаційна система каналів і дамб, якою керують субаки — свого роду кооперативи, які займаються розподілом води. Рис є основним продуктом харчування, вирощують його також на продаж. Технологія вирощування вологого рису трудомістка, в селянських господарствах все ще переважають плуги, запряжені водяними буйволами чи волами, ручне збирання врожаю та транспортування кіньми.
На півдні острова землі не такі родючі, тут місцеві жителі вирощують рис на богарних полях, використовуючи перелогову систему землеробства (ленданг); посіви зрошуються дощем.
Для власного споживання вирощують також кукурудзу, маніок, батат, арахіс, сою, сорго, овочі та фрукти. Існують плантації товарних культур: кокосової пальми, тютюну, кави, цукрової тростини.
Тваринництво є додатковим заняттям. Тримають корів, буйволів, кіз, овець, домашню птицю. В прибережних районах населення також займається рибальством з використанням сіток, пасток та іншого знаряддя.

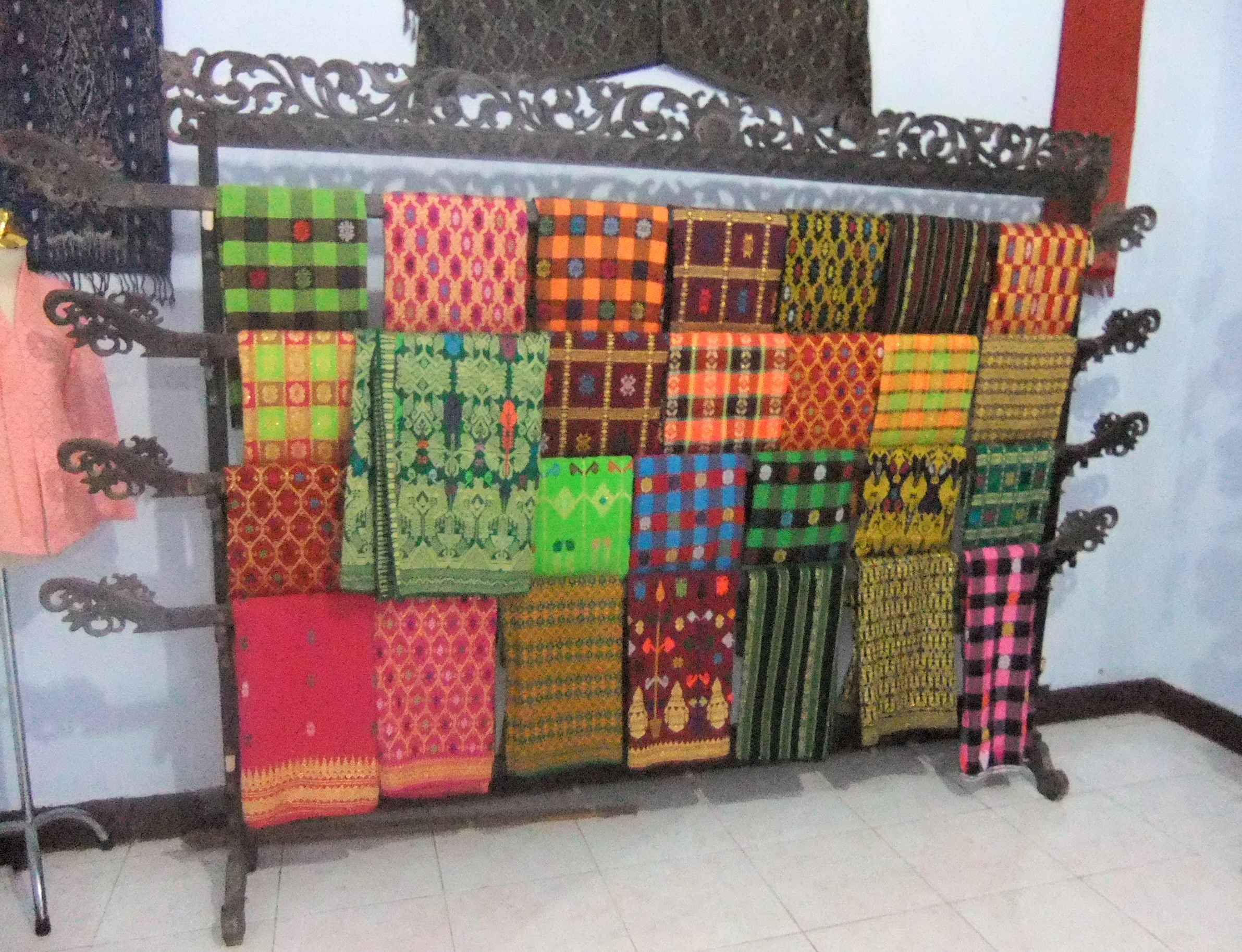
Сасацькі тканини.

Ремесло є сезонним заняттям, але в деяких селах є й професійні ремісники. Займаються виготовленням плетених виробів (кошики, килимки, сітки, домашнє начиння), ткацтвом, гончарством, ковальством, теслярством, різьбленням по дереву. Серед безземельних сасаків багато дрібних торговців.
В минулому Ломбок вкривали густі ліси, тут водилося багато диких тварин. Тепер значна їх частина знищена, але мисливство та збиральництво все ще відіграють певну роль у господарстві сасаків. У лісі збирають дикорослі бульби, полюють оленів, диких кабанів та іншу дичину.

## Побут

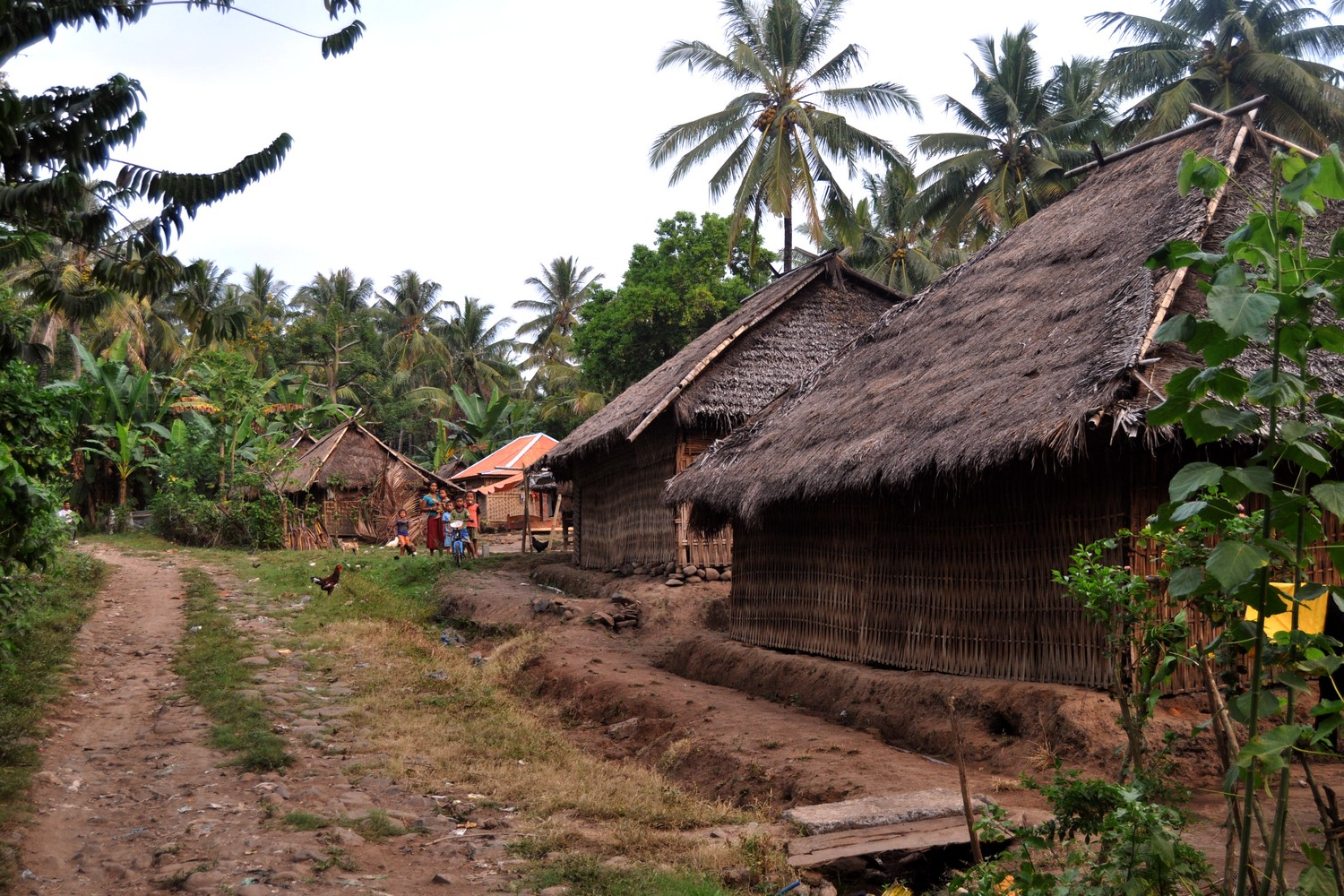
Сасацьке село.

Сасацькі села відзначаються щільною забудовою. Вони мають лінійне планування, хати вишикувані вздовж дороги. В центрі села зазвичай розташовані мечеть, будівля адміністрації та базар. У селах проживає від кількох сотень до приблизно 15 тис. осіб. Хати стоять групами, що звуться губук. Кілька губуків утворюють квартал (дасан). Поділ села на дасани побудований за генеалогічно-територіальним принципом. У межах дасана живуть нащадки його засновника. Межі між дасанами зазвичай визначаються природними об'єктами. Села оточені полями, які відокремлюють одне поселення від іншого.
Традиційна сасацька хата називається бале. Вона стоїть на невисокій земляній платформі, до вхідних дверей ведуть земляні сходи, кількість сходинок зазвичай непарна. Характер житлових будівель залежить від типу села та статків його власників. В ізольованіших і традиційних селах переважають хати, збудовані з місцевих матеріалів, те саме стосується незаможних мешканців великих сіл. Хати мають каркасно-стовпову конструкцію, прямокутні в плані. Стіни зроблені з плетеного бамбука, який водночас є прикрасою будівлі. Вікон немає. Дах криють соломою, він має чотири схили, передній трохи крутіший за інші. Традиційні хати одно- або двокімнатні. Сучасніше житло часто має кілька кімнат. Це також одноповерхові споруди, але зроблені вони з бетону або дерева, з кількома вікнами та дахом із гофрованого заліза. Поруч із хатами стоять рисові комори, також підняті на земляній платформі.

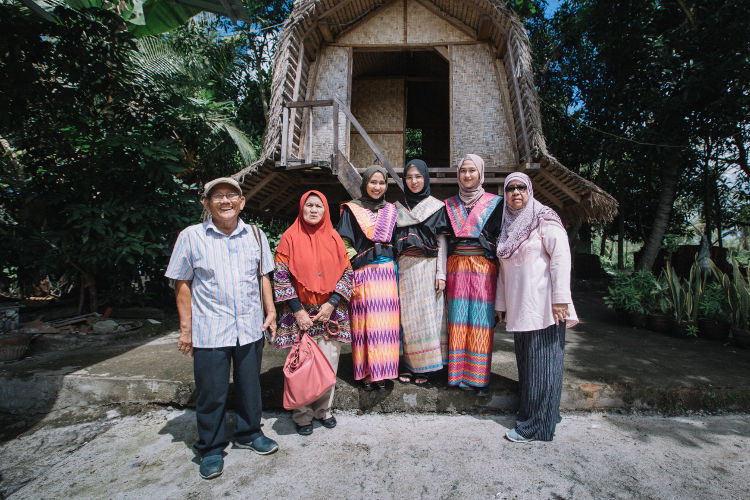
Група сасацьких жінок у традиційному вбранні

Харчуються сасаки переважно рослинною їжею.
Колись поширені традиційні церемонії, пов'язані із землеробством і засновані на давніх віруваннях, тепер занепали. На зміну їм прийшли ісламські церемонії. Люди відзначають події життєвого циклу та сільськогосподарського календаря, святкування супроводжується бенкетом.
Мусульманські служителі (кіаї) головують на похоронах. Поховання відбувається незабаром після смерті. Тіло померлого попередньо омивають і закутують у саван, всі отвори затикаються. Небіжчика кладуть на бік обличчям до Мекки, голова спрямована на південь. Ортодоксальні мусульмани вірять у загробне життя, яке людина заробила своїми діями, а традиціоналісти вважають, що померлі родичі продовжують впливати на життя своїх потомків.
Сасаки продовжують відзначати свято перангтопат, яке є символом миру між мусульманами та індуїстами острова Ломбок. Подія включає низку церемоній, які тривають кілька днів. Вона є також проявом вдячності Богу за благословення й дарування родючості рослин.
Сасаки вірять, що хвороби можуть бути пов'язані з одержимістю духом, чаклунством, відплатою надприродних сил, реакцією на нещастя. Люди часто звертаються по допомогу до місцевих цілителів (беліан).

## Суспільство
У сасацькому суспільстві все ще зберігаються залишки старої форми соціальної стратифікації, заснованої на походженні людини. В минулому існували верстви аристократії та простолюдини, при цьому шляхетна верства (менак) поділялась на 3 рівні, які іноді називають кастами. Кожному рівню відповідали певні титули: раден, дату, мамік. Шляхта займала керівні посади в органах влади. Існувала також інша група шанованих людей, що складалася з нащадків сільських лідерів, але вони не належали до шляхетної верстви. Стара «кастова» система поступово згасає. Хоча походження людини все ще вважається важливим, її статус тепер визначається в першу чергу владними повноваженнями, освітою та статками. Шляхта та простолюдини й досі часто живуть у відокремлених кварталах. Належність до певної «касти» регулює шлюб. Крім того, суспільство організоване ієрархічно за відносним віком, статками, релігійними досягненнями, професією та місцем проживання.
У сасаків зберігається сільська громада. Її очолює сільський голова — келіанг. У виконанні своїх обов'язків він покладається на інших посадовців місцевої влади. Важливим органом прийняття рішень є сільська рада старійшин (керама-деса), яка діє на основі консенсусу. Пенгулу є релігійним лідером громади, важливу роль у релігійному житті відіграють священники кіаї.
Найменшою одиницею сасацького суспільства є нуклеарна сім'я (курен). Нуклеарні сім'ї об'єднуються в обмежені розширені сім'ї (сороган). Домогосподарства складаються з людей, які живуть разом, спільно харчуються й разом працюють по господарству. Зазвичай це нуклеарні сім'ї, але вони можуть включати бабусь і дідусів, або ж, коли це сім'я старшого покоління, — онуків. Родичі спільно беруть участь у ритуалах, трудомісткі роботи виконують методом толоки (басіру), надають один одному іншу допомогу.
Шлюб, як правило, моногамний, хоча місцеві звичаї дозволяють багатоженство. Ієрархічна система є важливою при визначенні подружжя. Чоловік може одружуватись із жінкою нижчого рангу, але коли жінка одружується з чоловіком нижчого рангу, сім'я зрікається її. Шлюб між кузенами вважається кращим і є поширеним. Серед знаті часто влаштовуються шлюби між двоюрідними братами та сестрами. За винятком кастових обмежень, існує значна свобода вибору подружжя. Багато шлюбів укладається шляхом втечі, яку сасаки називають «викраденням нареченої».
Шлюб вірілокальний: спочатку молодята живуть з батьками чоловіка, а згодом відділяються й переходять жити до нової хати. Догляд за дитиною здійснюють обоє батьків, їм допомагають інші близькі дорослі родичі, особливо сестри. Немовлят і дуже маленьких дітей завжди возять; фізичних покарань уникають.
Розлучення є звичайним явищем, за ісламською традицією вони, як правило, ініціюються чоловіком.
Відлік спорідненості ведеться за батьківською лінією. Найважливішою частиною спадщини є земля, особливо зрошувані поля. Правила спадкування залежать від конкретного села. У багатьох селах сини отримують три частки, а дочки — лише одну. У деяких селах дочки взагалі не успадковують землю, а старші сини можуть успадкувати більше, ніж молодші. Дочки можуть нарівно брати участь у спадкуванні хати, меблів, худоби та грошей.
Сасаки уникають прямих конфліктів. Плітки та остракізм є ключовими механізмами соціального контролю. Більшість конфліктів стосуються прав на воду або спадщини. Зазвичай вони вирішуються в судовому порядку, але в деяких ізольованих районах місцеві проблеми все ще віршує сільська рада старійшин.

## Культура
Сасаки зберігають усну літературу у формі танцювального й співочого мистецтва чепунг. Пепаосан — інша форма усної літератури, виконується у формі співів, часто в супроводі барабанів і флейт. Популярним є читання лонтарів, яке також є видом мистецтва, воно завжди виконується сидячи й супроводжується спеціальними рухами, тематика переважно релігійна. Сасацький театр включає танцювальні драми, п'єси лялькового театру тіней, ісламські пісні та танці.

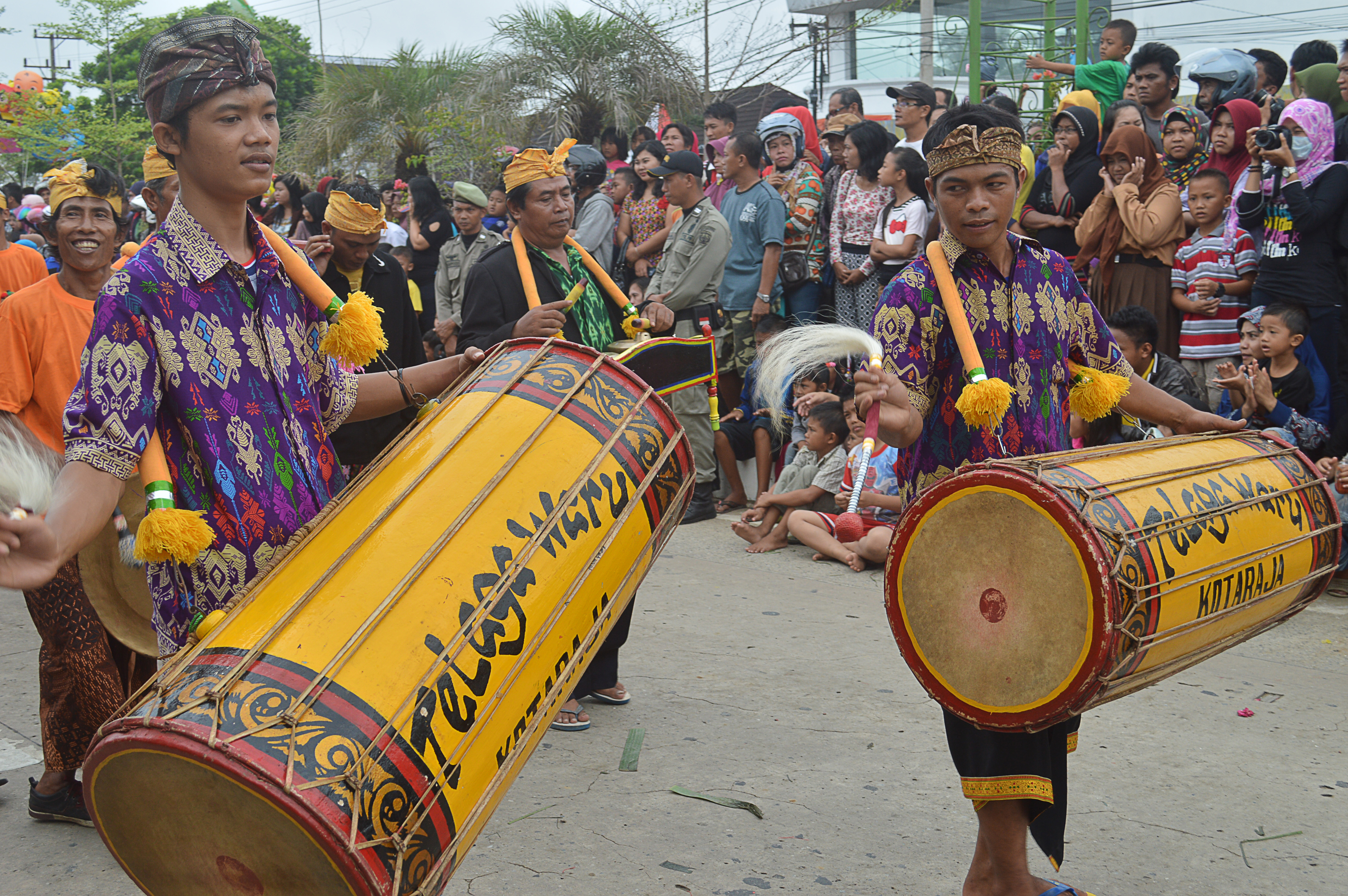
Сасацькі барабани генданг-белек.

Сасацький гамелан за складом відрізняється від яванського або балійського й , зокрема, включає барабан генданг-белек. Традиційні ксилофони встановлені на дерев'яні підставки, оздоблені різьбленням та малюнками. Специфічним сасацьким музичним інструментом є генгонг, що нагадує нашу дримбу. Він має довжину 15 см, товщину 2 см, корпус виготовлений з пальмового дерева, на кінці оснащений мотузкою. Тримають генгонг між губами, звуки та ритм регулюються ротом і рухами язика під час посмикування струни. В минулому групи виконавців приблизно з дев'яти осіб грали на цьому інструменті на весільних церемоніях та під час проведення традиційних обрядів. Молоді чоловіки часто беруть із собою генгонг, коли приходять під хату дівчини, щоб привернути її увагу.
Традиційно сасаки виготовляли великих дерев'яних коней для перевезення ювілярів. Продовжують існувати такі ремесла як виготовлення масок, костюмів, статуеток та інших виробів з дерева, а також кераміки з традиційними мотивами. Нещодавній розвиток туризму спонукав розвиток художньої творчості серед сасаків. Сучасне художнє ремесло поєднується зі знаннями майстрів, які мають формальну освіту з живопису. Відродилося виготовлення статуй, як це робили предки в минулому.